# Conquista di Murcia (1265-1266)
La conquista di Murcia ebbe luogo, a seguito dello scoppio di una rivolta che aveva coinvolto la città dal 1265, alla fine del gennaio del 1266 e fu compiuta da Giacomo I d'Aragona, il quale conquistò la taifa di Murcia controllata dai musulmani per conto del suo alleato Alfonso X di Castiglia.
In precedenza, Murcia godeva di un rapporto di semi-indipendenza rispetto alla Castiglia, ma la situazione mutò in occasione della rivolta mudegiara del 1264-1266. L'Aragona entrò in guerra al fianco della Castiglia dopo che la regina Violante, la figlia di Giacomo, scrisse una lettera invocando l'aiuto di suo padre.
Dopo aver intrapreso dei negoziati con i nobili a lui fedeli, Giacomo marciò da Valencia alla fine di ottobre 1265. Successivamente, le truppe aragonesi espugnarono diverse città murciane e sconfissero i rinforzi inviati dal Sultanato di Granada. L'assedio della città di Murcia iniziò nel gennaio 1266 e terminò con la resa il 31 gennaio e l'ingresso di Giacomo in città il 3 febbraio.
Dopo la conquista, Murcia tornò alla Castiglia e perse il suo status di semi-indipendenza. Successivamente, la sua popolazione musulmana fu trasferita in periferia, poiché la Castiglia sollecitò l'arrivo di svariati coloni cristiani al fine di ripopolare l'insediamento.

## Contesto storico
Nella prima metà del XIII secolo, la Castiglia e l'Aragona conquistarono diverse taifa (Stati musulmani) nel sud della Spagna. Murcia, un'importante città nel sud-est della penisola iberica, si arrese il 2 aprile 1243 all'Infante Alfonso, il futuro Alfonso X di Castiglia. Una volta conquistata, la taifa di Murcia divenne un vassallo semi-indipendente della Castiglia, governato da Baha al-Dawla della dinastia di Banu Hud. Ai sensi di questa intesa, Murcia disponeva ancora di un proprio esercito, di un proprio impianto amministrativo ed emetteva delle monete, ma i suoi governanti dovevano sottomettersi come vassalli di Alfonso. Baha al-Dawla rimase fedele ad Alfonso X, nonostante la sua politica di sostegno alla popolazione cristiana di Murcia. A Baha al-Dawla successe suo figlio, Abu Ja'far, nel 1259, che morì dopo pochi anni e fu sostituito dal figlio Muhammad. Quest'ultimo fu presto deposto da suo cugino Abu Bakr ibn Hud, noto anche come Al-Wathiq. In quel momento, il sultano Muhammad I della vicina Granada aveva consolidato il suo potere e i suoi territori fino a imporsi quale un'altra potenza regionale, anche se nominalmente risultava sotto la sovranità della Castiglia.

## La rivolta mudegiara
Alla fine di luglio o agosto del 1264, la popolazione musulmana (i cosiddetti mudegiari) della Bassa Andalusia scatenò una ribellione contro la Castiglia, iniziando a Jerez e diffondendosi ad altre città. L'insurrezione fu in parte causata dall'oppressiva politica di trasferimento forzato della Castiglia contro i musulmani, nonché dall'istigazione di Muhammad I di Granada. Muhammad I rinunciò alla sua fedeltà alla Castiglia e decise di compiere un attacco. Diversi insediamenti e castelli, inclusa la stessa Jerez, caddero in mano ai ribelli o alle truppe granadine.
Anche Murcia si unì alla ribellione, con i suoi abitanti che espulsero le truppe castigliane dal suo alcázar (castello) e al-Wathiq dichiarò fedeltà a Muhammad I. Muhammad I inviò delle truppe ad aiutare Murcia condotte dal suo alleato legato alla famiglia aristocratica dei Banu Ashqilula, Abdallah ibn Ali. Abdallah potrebbe aver preso il potere a Murcia prima che i Murciani ripristinassero al-Wathiq ad un certo punto durante la ribellione.

## Offensiva aragonese

### Preparativi

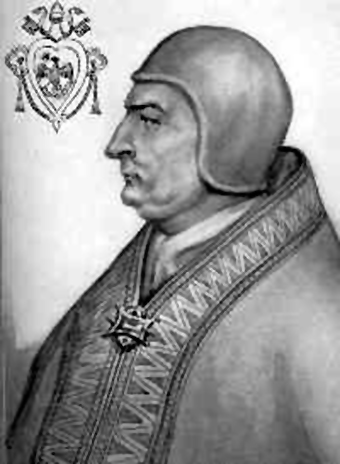
Papa Clemente IV autorizzò Giacomo I a raccogliere la decima per finanziare la guerra

Inizialmente il compito di reprimere la rivolta venne riservato al fratello di Alfonso, Manuele, e al Gran maestro dell'Ordine di Santiago Paio Peres Correia. Preoccupato che la Castiglia stesse combattendo su tre fronti, Alfonso X chiese a sua moglie, la regina Violante d'Aragona di domandare assistenza a suo padre, Giacomo I. Giacomo I acconsentì e convocò i suoi parlamenti per sostenere la guerra. Le Corti catalane accettarono di aumentare le tasse per la campagna nel luglio 1264, ma il parlamento dell'altro suo dominio, le Corti aragonesi, in un primo momento respinsero la proposta quando i suoi membri si riunirono a novembre. Giacomo I trascorse i mesi successivi cercando di convincere gli aristocratici aragonesi a cambiare idea. Nel maggio 1265, l'arcivescovo di Tarragona e il vescovo di Valencia iniziò a predicare in favore della predicazione di una crociata. Papa Clemente IV permise a Giacomo di raccogliere decima dai suoi domini per un massimo di tre anni per finanziare la crociata. L'Infante Pietro, ovvero il futuro Pietro III d'Aragona, effettuò delle prime incursioni contro i rivoltosi alla fine dell'estate del 1265.

### Invasione di Murcia
Giacomo I marciò con le sue truppe da Valencia alla fine di ottobre del 1265. Egli tenne il suo esercito compatto e avanzò attraverso le città controllate dai musulmani. Questi ultimi, in particolare quelli di Villena, Elda, Petrer, Orihuela, decisero di arrendersi a condizione che avrebbero preservato le proprie terre e sarebbe stata garantita libertà di culto.
Giacomo si stava frattanto preparando a marciare sulla stessa città di Murcia e fu raggiunto dalle truppe castigliane sotto l'Infante Manuele. Allo stesso tempo le truppe granadine, che contavano 800 cavalieri e 2 000 uomini d'arme, marciarono per dare il cambio alla città. Giacomo si mosse allo scopo intercettare questa colonna e i granadini uscirono sconfitti da tale scontro.
All'inizio di dicembre, Giacomo incontrò Alfonso X ad Alcaraz, al confine tra la Castiglia e il Regno di Valencia di Giacomo, per coordinare i loro sforzi bellici. Il 2 gennaio 1266, Giacomo marciò da Orihuela e iniziò l'assedio della città di Murcia. Scoppiarono subito delle scaramucce tra i difensori e gli assedianti. In inferiorità numerica e tagliati fuori dai rinforzi, i difensori della città chiesero di trattare le condizioni per la propria resa. Giacomo si offrì di chiedere ad Alfonso di ripristinare i diritti legali dei murciani sussistenti prima della ribellione: auto-governo sotto la sovranità castigliana, libertà di culto e conservazione di terre e delle proprietà. Pur avendo accettato la proposta, si domandò un esplicito riconoscimento ad opera di Alfonso, anziché la mera garanzia che Giacomo avrebbe riferito la notizia all'altro sovrano. Giacomo si rifiutò di richiedere l'accordo di Alfonso prima che la città si arrendesse.
Alla fine, la città capitolò il 31 gennaio. Si issarono presto ovunque gli stendardi di Giacomo e, a quanto sembra, pare si fosse inginocchiato e avesse baciato il suolo allo scopo di ringraziare Dio per la vittoria. Lo stesso Giacomo entrò in città il 3 febbraio, accettando formalmente la resa della città da parte di al-Wathiq.

## Conseguenze

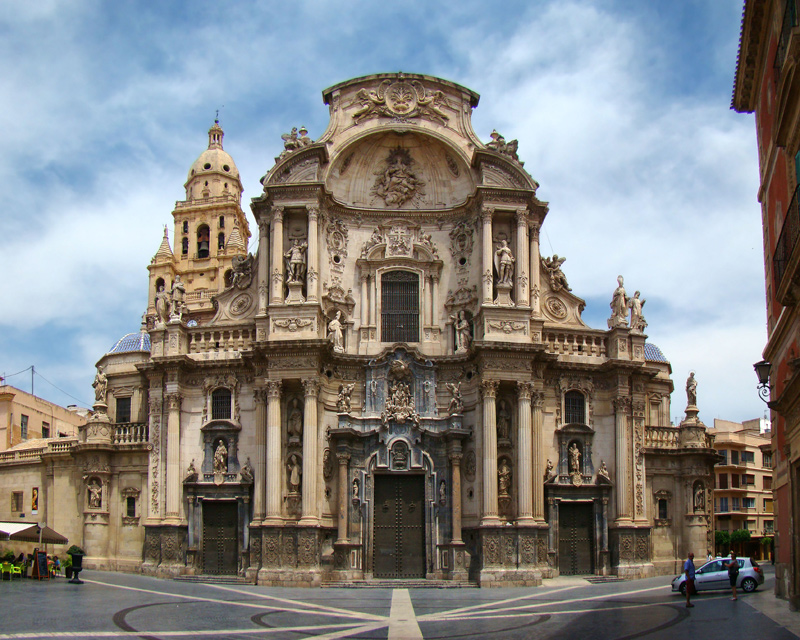
Dopo la conquista di Murcia, Giacomo I prese possesso della moschea della città e la riconsacrò come chiesa. Oggi essa è la cattedrale cittadina qui visibile nella foto

Dopo la resa della città, Giacomo e le sue truppe abbandonarono le aree esterne alle mura e occuparono il castello locale, così come quanto situato tra la struttura difensiva e la porta di fronte al primo accampamento di Giacomo. Gli aragonesi si assicurarono il possesso di una moschea vicino al castello, contravvenendo però ai termini della resa. Quando i cittadini musulmani protestarono, Giacomo si affrettò a far sapere che c'erano altre dieci moschee in città, e che non voleva ascoltare la chiamata musulmana alla preghiera (adhān) nel castello dove si era stabilito. Si spinse persino inoltre, minacciando di saccheggiare la città. I musulmani furono dunque dissuasi dal proseguire i tumulti e Giacomo convertì poi la moschea in una chiesa, dedicandola alla Vergine Maria. Successivamente fece il suo ingresso nell'edificio religioso, dove le fonti riferiscono che si commosse e pianse mentre i suoi sacerdoti celebravano la messa. Giacomo e il suo esercito rimasero a Murcia fino al marzo 1266. Ritornato nel suo regno, consegnò il possesso della città ai castigliani. Il 23 giugno, la città ribadì formalmente la sua fedeltà al re di Castiglia Alfonso X e gli chiese perdono per la ribellione.
Tra le conseguenze, la sconfitta di Murcia fece sì che essa non fosse più autonoma sotto il dominio musulmano, ma governata direttamente dai castigliani. Sebbene i diritti dei musulmani fossero stati preservati, stando ai termini della resa essi subirono comunque delle sensibili restrizioni. Fu infatti loro concesso di vivere soltanto in un sobborgo chiamato Arrixaca, dove a varie famiglie venne imposto di trasferirsi. Si costruì pure un muro tra il sobborgo e il resto della città, ampliando il processo di ghettizzazione, malgrado ai musulmani fu concessa la libertà di culto nel loro quartiere. Al-Wathiq ricevette delle terre e vi visse in esilio, venendo rimpiazzato da Abdallah ibn Hud, che fu nominato guida dei musulmani con il titolo di "Re dei Mori di Arrixaca in Murcia", anziché "Re di Murcia" come avveniva prima dell'insurrezione. Il resto della città fu confiscato e assegnato ai cristiani e svariati coloni subirono un reinsediamento da altre zone della Castiglia per ripopolarla. La Castiglia realizzò delle manovre simili in altre città della zona. Alfonso rimase a Murcia tra il febbraio 1271 e l'autunno 1272, supervisionando la colonizzazione della regione e stabilendo una nuova amministrazione cristiana. Concesse infine il fuero (un corpo di leggi) a Murcia e ad un certo numero di altri insediamenti nella regione.